# يو إف سي ليلة القتال: أوفيريم ضد أولينيك
يو إف سي ليلة القتال: أوفيريم ضد أولينيك (بالإنجليزية: UFC Fight Night: Overeem vs. Oleinik)‏ هو حدث لفنون القتال المختلطة نظمته يو إف سي، أُقيم في 20 أبريل 2019، على قصر يوبليني الرياضي في سانت بطرسبرغ، روسيا.